# Carex colchica
Espèce
Classification phylogénétique
Carex colchica est une espèce de plantes du genre Carex et de la famille des Cyperaceae.